# Filodem iz Gadare
Filodem iz Gadare (grško: Φιλόδημος ὁ Γαδαρεύς, Philodēmos, »ljubezen ljudi«) * ok. 110 pr. n. št., Gadara, Antična Grčija, † ok. 40  pr. n. št., Herkulanej, Stari Rim, je bil epikurejski filozof in pesnik. 
Pred selitvijo v Rim, in nato v Herkulanej, ki je bil tudi sedež epikurejskega krožka, je študiral pri Zenonu iz Sidona v Atenah. Nekoč je bil znan predvsem po svoji poeziji, ohranjeni v Grški Antologiji, nato pa so od 18. stoletju našli mnogo njegovih zapisov med zoglenelimi zvitki papirusa v Vili papirusov v Herkulaneju. Doslej odkrita in dešifrirana dela vsebujejo spise o etiki, teologiji, retoriki, glasbi, poeziji, in zgodovini različnih filozofskih šol, veliko del pa se dešifrira še danes. Raziskoval pa je tudi probleme bogov, smrti in religije.

## Življenje
Filodem se je rodil okoli 110. pr. n. št. V Gadari v Celesiriji (današnja Jordanija in tedanji Antični Grčiji). Filodem je nekaj časa preživel v Aleksandriji, morda okoli leta 90–86 pr. n. št., preden je odšel v Atene. Njegovo bivanje v egiptovski prestolnici, ki je postala središče intelektualne produkcije, je morda takrat, ko se je Filodem srečal in se spoprijateljil z Antiohom iz Askalona, pa tudi z različnimi drugimi filozofi, vključno z epikurejci, ki so ga morda pozvali, 
naj se preseli v Atene, da bi študiral pod Zenonom. Obiskoval je predavanja Zenona is Sidona, učenjaka epikurejske šole v Atenah. Postal je Zenonov privrženec, občudovalec njegovega dela zbiranja in preučevanja besedil prve generacije epikurejcev, pa tudi njegovega načina poučevanja, ki se odraža v Filodemovi razpravi O iskreni kritiki. Datum Filodemovega odhoda iz Aten v Rim ni znan: morda je bil del množičnega izseljevanja intelektualcev in drugih po Mitridatskih vojnah v letih 88–86 ali rimskih pohodih v Azijo v letih 74–65; morda je zapustil Atene po Zenonovi smrti, ki mu je razglasil svojo vdanost... Bil je Zenonov strasten sledilec, poleg tega pa inovator na področju estetike, kateremu sicer konzervativni epikurejci niso doprinesli veliko novega. Zaradi njegovih filozofskih pogledov na svet in elegantne opolzkosti v njegovih pesmih ga je cenil tudi Cicero. Ta je sicer v govoru proti Luciju Kalpurniju Pisoju, ki je bil Filodemov dober prijatelj, o filozofu povedal, da je "med najboljšimi in najbolje izobraženimi". Na podlagi tega kako je o njem govoril Cicero, je mogoče sklepati, da gre za enega najpomembnejših epikurejskih filozofov svojega časa, ki je bil blizu tudi najuglednejšim osebnostim v Rimu. Umrl je v Herkulaneju okoli 40 pr. n. št., kjer se danes tudi nahaja Vila papirusov, ki naj bi bila po mnenju mnogih njegova last. V Palatinski antologiji je pod Filodemovim imenom ohranjenih 34 epigramov, predvsem ljubezenske tematike, so pa novi epigrami najdeni tudi med Oksirinški papirusi. Filodem je kasneje tudi vplival na Horacijevo delo Pismo o pesništvu.

### Vila Papirusov
V Herkulaneju je obstajala obsežna knjižnica Vila papirusov, večino katere so sestavljali epikurejski zapisi, nekateri od njih pa so se tudi pojavljali večkrat, kar namiguje na to, da bi bil lahko lastnik te zasebne knjižnice Filodem. Knjižnica je bila zakopana leta 79 n. št. ob izbruhu vulkana Vezuv, papirusovi teksti so zogleneli, a so se ohranili. Mnogi poznavalci so prepričani, da je bila knjižnica prvotno v Atenah, nato pa so jo prestavili v Herkulanej. Z zapiski pa naj bi Filodem izobrazil Rimljane o Epikurejstvu.  
V  18. stoletju so med raziskovanjem Vile papirusov našli zoglenele papirusove zvitke, od katerih je bilo 36 pripisanih  Filodemu, veliko zvitkov, ki so bili odviti pa je bilo tudi uničenih. Njegova dela so se predvsem poglabljala v glasbo, retoriko, vrline in nemoralnost, kot so laskanje, jeza, pohlep, aroganca in karakterji tistih, ki trpijo to nemoralnost, v njih pa je tudi branil stališča epikurejcev pred Peripatetiki in Stoiki. Prvi deli njegovih del so bili objavljeni 1824. Danes je večina originalnih papirusovih zvitkov v Državni knjižnici v Neaplju.

## Filozofija

### »Veliki možje«
Filodem je trdil, da ni izviren filozof, saj je vztrajal, da njegovi pogledi temeljijo na doktrinah Epikurja in njegove prve generacije učencev, kot so Hermarch, Polien in Metrodor, katerih dela tudi navajajo kot dokaz za pravilnost svojih trditev o epikurejskem nauku in razlagi, ki je bila pogostokrat nasprotna razlagama drugih Epikurejcev. 

### Zenon iz Sidona
Filodemova vzor za njegove številne trditve in razlage epikurejskega nauka je bil njegov učitelj Zenon iz Sidona. V delu O Retoriki II, na primer, Filodem zagovarja Zenonovo stališče, da so prvi epikurejci zavračali politični status "umetnosti" ali "strokovnosti" (technai), medtem ko so jo priznavali "sofistični" ali panegirični retoriki. Drugje Filodem poda razširjeno obrambo Zenonovega vodenja šole, njegovega pojmovanja epikurejskega modreca, njegovega odnosa do in uporabe besedil ustanoviteljev ter njegovega uravnoteženega razumevanja Epikurjevega sovražnega odnosa do svobodnih umetnosti, v nasprotju z nekaterimi tedanjimi epikurejci, ki jih kritizirajo zaradi njihove 'lenobe glede knjig' in ki so, kot je dejal Zenon, imeli le površno znanje o glavnih besedilih, ki temeljijo na utelešenju. 

### Etika
Filodemova etična teorija je zelo podobna Epikurjevi, s svojo osredotočenostjo na doseganje "prirojenega cilja" užitka in sočasno zavračanjem tistega, kar ne vodi do tega cilja ali celo odvrača od njega. 

### Teologija
Imamo dve knjigi Filodemovega dela O bogovih. V I. knjigi Filodem graja zoper splošnega pojmovanja božanskosti z njegovimi ljubosumnimi, lascivnimi, muhastimi in kaznujočimi bogovi. V skladu z Epikurjem in Lukrecijem trdi, da nas takšne lažne predpostavke o bogovih, kot je strah pred smrtjo, delajo nesrečne. Knjiga III obravnava različna vprašanja o bogovih, vključno z njihovo lokacijo, vidiki njihovega življenja, kot so njihov način prehranjevanja, dihanje, spanje in dejstvo, da govorijo grško. Proti stoikom trdi, da čeprav imajo bogovi vnaprejšnje vedenje o prihodnosti, vsevednost in vsemogočnost, ostajajo popolnoma odmaknjeni od človeških zadev, saj bi kakršno koli vmešavanje v naš svet pokvarilo njihova popolnoma brezskrbna, brez truda, srečna življenja. 

### Teorija estetike
Epikur in njegovi privrženci so se večinoma ukvarjali z etiko, kozmologijo, epistemologijo in naravoslovjem. Kot Zenonov učenec je raziskoval pomen in vrednote poezije, glasbe, umetnosti in literature z epikurejskega stališča. 
Filodem je trdil, da oblike in vsebine pesmi, umetniškega ali glasbenega dela ni mogoče ločiti. Izpodbijal je tudi univerzalno in starodavno stališče, da je namen umetnosti izboljšanje morale ljudi in trdil, da velika umetniška dela želijo podati intelektualni užitek s svojim načinom izražanja ter vsebino. Pravi užitek v poeziji pa naj bi prišel iz popolne razporeditve fonetičnih enot skupaj s pomenom pesmi.  
Narava epikurejske filozofije zahteva razpravo o tem, kako, kdaj in v kolikšni meri ima umetnost mesto v iskanju sreče, pa tudi analizo narave poezije in umetnosti. V svojih spisih je Filodem pregledal stališča svojih nasprotnikov, preden jih je ovrgel, in podrobno opisal razprave, ki so potekale v intelektualnem svetu Rima v prvem stoletju pr. n. št.  Filodem je nasprotoval vrsti moralne cenzure, ki jo je Platon želel vsiliti umetniškim delom, vendar je priznal, da so lahko nekatere vsebine in podobe škodljive.

### Induktivno sklepanje
V knjigi O metodah sklepanja Filodem komentira problem indukcije in dvomi o zanesljivosti induktivnega sklepanja od opazovanega do neopazovanega. Ena težava je obstoj edinstvenih dogodkov, ki jih nikoli ne bi mogli uganiti iz tega, kar se dogaja drugje. 

## Dela
Tako kot rimski pesnik in filozof Lukrecij je tudi on s svojo umetnostjo presegel književno povprečje, ki je zadovoljilo večino epikurejcev. V svojih elegantnih in pogosto neprimernih epigramih z erotično tematiko kaže na njegov književni okus in genialnost. Poleg pesništva se je ukvarjal tudi s filozofijo. Ukvarjal se je z vprašanji na področju retorike, poetike, glasbe, fizike in teologije. Napisal je tudi obsežno delo s področja zgodovine filozofije z naslovom Pregled filozofov, v katerem je v desetih knjigah podal kronologijo grških filozofskih šol. Menil je, da je umetnost neodvisna od filozofije in etične ter logične vsebine, in da se mora ocenjevati na podlagi estetske vrednosti.
Filodem je sestavil vsaj dve večdelni deli o izrecno moralnih temah. Ena je bila O razvadah ali, kot navajajo naslovi nekaterih knjig, O razvadah in njihovih nasprotujočih si vrlinah. Zdi se, da so posamezne knjige tega sklopa nosile posamezne teme, od katerih sta znana dva: O laskanju in O aroganci ; dve drugi knjigi, katerih naslov je nakazal, da pripadata nizu, vendar so posamezni naslovi izgubljeni, sta se ukvarjali s pohlepom.  
Kljub temu se Filodem med temi knjigami sklicuje tudi na druge, ki so morda bile ali pa tudi ne del serije: O lepoti in O Erosu, ki sta vsebovali pripombe, namenjene preprečevanju ljudi, da bi postali žrtev laskanja; O bogastvu, in O bogastvu in revščini.  
Ni jasno, kako natančno je ta serija kot celota upravičila opisni naslov O pregrehah in njihovih nasprotujočih si vrlinah ter o tistih, v katerih in o katerih stvareh se pojavljajo. Vse njegove knjige niso jasno osredotočene na "razvade" ali naslovljene po njih. Prav tako se zdi, da delo ni vsebovalo nobenih knjig, ki bi bile jasno napisane o "vrlinah" v nasprotju s "razvadami". Posamezne knjige pa lahko na nek način ustrezajo splošnemu naslovu. Tako O laskanju in O aroganci analizirata slabosti svojih podnaslovov, ju primerjata z držo in prakso epikurejskega filozofa (tj. vrlinami) in opisujeta tip 'značaja', ki ga zadevna slabost prizadene. 
Ključ do razumevanja etike vodenja epikurejske skupnosti je Filodemova razprava, posvečena šolski praksi odkrite kritike (parrhêsia).  
Druga knjiga z jasnim pomenom za vodenje šole in razumevanje vloge modreca v njej je O jezi. Rekonstruirani ostanki končne naslovne strani te knjige dopuščajo možnost, da je bila del večjega dela in njegova tema, skupaj s tistimi iz knjig O norosti in drugih, je nekatere navedlo k domnevi, da je Filodem napisal vrsto knjig o strasteh. Vsekakor so strasti (pathê) blizu osrčja helenistične etične razprave in igrajo pomembno vlogo pri posameznikovi sposobnosti, da vodi dobro, srečno življenje in posameznikovi sposobnosti, da izkoristi to, da je v skupnosti filozofov.
Pomembnejša dela na področju: 

### Etike:
- O pregrehah in vrlinah, knjiga 7 (O laskanju) (PHerc. 222, 223, 1082, 1089, 1457, 1675)
- O slabostih in vrlinah, knjiga 9 (O gospodinjstvu) (PHerc. 1424)
- O pregrehah in vrlinah, knjiga 10 (O aroganci) (PHerc. 1008)
- Comparettijeva Etika (poimenovanja po prvem uredniku) (PHerc. 1251)

- Ob smrti (PHerc. 1050)
- O iskreni kritiki (PHerc. 1471)
- O jezi (PHerc. 182)

### Retorike, glasbe, poezije:
- O retoriki (na mnogih papirusih)

- O glasbi (PHerc. 1497)
- O pesmih (na mnogih papirusih)
- O dobrem kralju po Homerju (PHerc. 1507)

### Teologije:
O pobožnosti (PHerc. 1428) 
- O bogovih  (PHerc. 26)
- Na poti življenja bogov (PHerc. 152, 157)

### Zgodovine:
Index Stoicorum  (PHerc. 1018) 
- Index Academicorum (PHerc. 164, 1021)

- O stoikih (PHerc. 155, 339)
- O Epikurju  (PHerc. 1232, 1289)
- Dela na zapisih Epikurja in nekaterih drugih (PHerc. 1418, 310)
- Prijateljem šole (PHerc. 1005)

### Znanosti:
- O pojavih in sklepih  (PHerc. 1065)